# Celtis rendleana
Celtis rendleana là một loài thực vật có hoa trong họ Cannabaceae. Loài này được G.Taylor mô tả khoa học đầu tiên năm 1944.